# 托马斯·穆勒 (党卫队军官)
托马斯·穆勒（Thomas Müller，1902年2月2日—？）是一位纳粹德国武装党卫军军官，在第二次世界大战期间曾是位于博登湖畔拉多尔夫采尔的党卫队士官学校（Waffen-SS-Unterführerschule）的负责人，亦曾指挥親衛隊第9師、親衛隊第17師以及党卫队第6“兰格马克”志愿突击旅。穆勒在东线和西线战场都参加过战斗，最终在奥得河前线迎来了战争的终结，他在什未林率部向西方盟军投降。

## 來源
1. 1 2  .   [2023-10-02]. （原始内容存档于2019-12-15）.
2. ↑  .   [2023-10-02]. （原始内容存档于2018-10-29）.
3. ↑  .   [2023-10-02]. （原始内容存档于2010-01-02）.
4. ↑  .   [2023-10-02]. （原始内容存档于2010-01-02）.
5. ↑  .   [2023-10-02]. （原始内容存档于2012-05-09）.